# Helicoprionidae
Helicoprionidae, também conhecida como Agassizodontidae, é uma família extinta e pouco conhecida de holocefalídeos dentro da mal compreendida ordem Eugeneodontida.
Os membros dos Helicoprionidae possuíam um "verticilo dentário" único na sínfise da mandíbula e nadadeiras peitorais sustentadas por longos radiais. Os parentes vivos mais próximos dos Helicoprionidae e de todos os outros Eugeneodontídeos são os peixes-rato. A anatomia do verticilo dentário diferiu entre os gêneros e espécies, alguns possuindo espirais completas (como as do Helicoprion), outros possuindo espirais reduzidas pela metade (visto em Parahelicoprion), e alguns com meias-espirais em cunha (visto em Sarcoprion). Cada verticilo dentário é pensado para ser adaptado a um tipo diferente de presa e a uma estratégia de predação diferente.